# Liste der Biografien/Schiw
Liste der Biografien |
Portal Biografien |
Personensuche
# |
A |
B |
C |
D |
E |
F |
G |
H |
I |
J |
K |
L |
M |
N |
O |
P |
Q |
R |
S |
T |
U |
V |
W |
X |
Y |
Z |
?
 
Sa |
Sb |
Sc |
Sd |
Se |
Sf |
Sg |
Sh |
Si |
Sj |
Sk |
Sl |
Sm |
Sn |
So |
Sp |
Sq |
Sr |
Ss |
St |
Su |
Sv |
Sw |
Sy |
Sz
 
Sca–Sce |
Sch |
Sci–Scz
 
Scha |
Schc |
Schd |
Sche |
Schg |
Schi |
Schj |
Schk |
Schl |
Schm |
Schn |
Scho |
Schp |
Schr |
Schs |
Scht |
Schu |
Schv |
Schw |
Schy
 
Schia |
Schib |
Schic |
Schid |
Schie |
Schif |
Schig |
Schih |
Schij |
Schik |
Schil |
Schim |
Schin |
Schio |
Schip |
Schir |
Schis |
Schit |
Schiu |
Schiv |
Schiw |
Schiz
Die Liste der Biografien führt alle Personen auf, die in der deutschsprachigen Wikipedia einen Artikel haben. Dieses ist eine Teilliste mit 10 Einträgen von Personen, deren Namen mit den Buchstaben „Schiw“ beginnt.

## Schiw

### Schiwa
- Schiwarow, Swetoslaw (* 1944), bulgarischer Politiker und Abgeordneter

### Schiwe
- Schiweck, Miriam (* 1996), deutsche Schauspielerin

### Schiwk
- Schiwkow, Christo (1975–2023), bulgarischer Schauspieler
- Schiwkow, Todor (1911–1998), bulgarischer Politiker, Staatschef von BulgarienTodor Schiwkow (1911–1998)

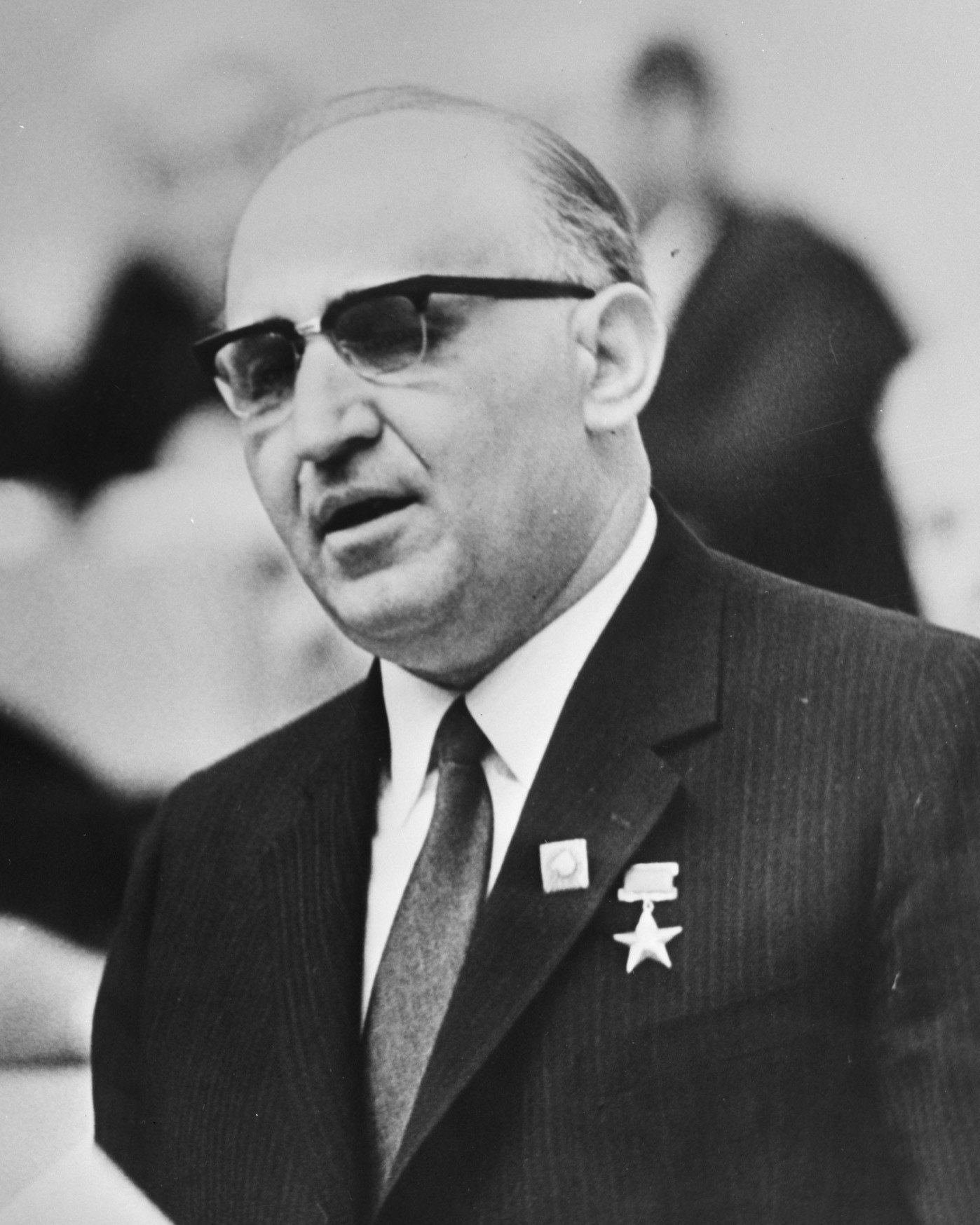
Todor Schiwkow (1911–1998)

- Schiwkowa, Ljudmila (1942–1981), bulgarische Politikerin der Bulgarischen Kommunistischen Partei (BKP)

### Schiwo
- Schiwogljadow, Dmitri Wiktorowitsch (* 1994), russischer Fußballspieler
- Schiwotow, Alexei Semjonowitsch (1904–1964), russischer Komponist

### Schiwy
- Schiwy, Günther (1932–2008), deutscher Schriftsteller und Verlagslektor
- Schiwy, Ludwig (1883–1956), deutscher Büchsenmacher
- Schiwy, Peter (1936–2023), deutscher Jurist, Journalist und Rundfunkintendant